# 撒姓
撒姓多以回族、蒙古族人居多，也见于朝鲜、达斡尔、锡伯、满、苗、侗、傣等民族中。撒姓為「回族十三姓」之一，是回族中的大姓。撒姓、托姓为一家．现共用一部谱书，撒托氏起源于元顺帝时，兄弟二人，一名托脱，一名撒敦，分姓受氏各居一方。

## 歷史
金有大將撒離喝。五代唐明宗賜契丹將撒姓名羅寶德。又撒為夏國姓，折平族首領撒逋渴為順州刺史。又西南夷亦有撒姓。

## 名人
- 撒貝寧：中國中央電視台主持人

## 延伸阅读
[在维基数据编辑]
 《欽定古今圖書集成·明倫彙編·氏族典·撒姓部》，出自陈梦雷《古今圖書集成》